# Condalia montana
Condalia montana är en brakvedsväxtart som beskrevs av Castellanos. Condalia montana ingår i släktet Condalia och familjen brakvedsväxter. Inga underarter finns listade i Catalogue of Life.